# 大安 (西夏)
大安（西夏文：𘜶𗵐，1074年—1084年）是西夏惠宗李秉常的第三個年號，共計11年。
李兆洛《纪元编》有西安年号，或为大安之误。
清代學者戴錫章《西夏紀》、周春《西夏書》、吳廣成《西夏書事》，近人方詩銘《中國歷史紀年表》均以乙卯年（1075年）為大安元年，但《宋史》及《續資治通鑑長編》皆記載宋朝熙寧八年對應西夏大安二年，則改元大安當在1074年。1990年末在寧夏賀蘭縣金山鄉賀蘭山東麓拜寺溝的方塔廢墟內，發現墨書西夏文及漢文題記的木質塔心柱，文云「頃白高大國大安二[年]，寅卯歲五月……」，「寅卯歲」為「乙卯歲」之訛，即北宋熙宁八年、公元1075年。

## 改元
- 1074年——改元大安。
- 1085年——改元天安禮定。

## 纪年對照表
| 大安 | 元年     | 二年     | 三年     | 四年     | 五年     | 六年     | 七年     | !八年    | 九年     | 十年     |
| ---- | -------- | -------- | -------- | -------- | -------- | -------- | -------- | -------- | -------- | -------- |
| 公元 | 1074年   | 1075年   | 1076年   | 1077年   | 1078年   | 1079年   | 1080年   | 1081年   | 1082年   | 1083年   |
| 干支 | 甲寅     | 乙卯     | 丙辰     | 丁巳     | 戊午     | 己未     | 庚申     | 辛酉     | 壬戌     | 癸亥     |
| 北宋 | 熙寧七年 | 熙寧八年 | 熙寧九年 | 熙寧十年 | 元丰元年 | 元丰二年 | 元丰三年 | 元丰四年 | 元丰五年 | 元丰六年 |
| 大安 | 十一年   |          |          |          |          |          |          |          |          |          |
| 公元 | 1084年   |          |          |          |          |          |          |          |          |          |
| 干支 | 甲子     |          |          |          |          |          |          |          |          |          |
| 北宋 | 元豐七年 |          |          |          |          |          |          |          |          |          |

## 同期存在的其他政權年號
- 中國
  - 熙寧（1068年－1077年）：宋—宋神宗趙頊之年號
  - 元豐（1078年－1085年）：宋—宋神宗趙頊之年號
  - 咸雍（1065年－1074年）：遼—遼道宗耶律洪基之年號
  - 大康（1075年－1084年）：遼—遼道宗]耶律洪基之年號
  - 大安（1085年－1094年）：遼—遼道宗耶律洪基之年號
  - 保德（1074年－1075年）：大理—段思廉之年號
  - 上德（1076年）：大理—段連義之年號
  - 廣安（1077年－1080年）：大理—段連義之年號
  - 上明（1081年）：大理—段壽輝之年號
  - 保立（1082年）：大理—段正明之年號
  - 建安（1083年－1091年）：大理—段正明之年號
- 越南
  - 太寧（1072年－1076年）：李朝—李乾德之年號
  - 英武昭勝（1076年－1085年）：李朝－李乾德之年號
  - 廣祐（1085年－1092年）：李朝－李乾德之年號
- 日本
  - 延久（1069年－1074年）: 後三條天皇與白河天皇之年號
  - 承保（1074年－1077年）: 白河天皇之年號
  - 承曆（1077年－1081）：白河天皇之年號
  - 永保（1081年－1084年）：白河天皇之年號
  - 應德（1084年－1087年）：白河天皇與堀河天皇之年號